# Lucha de apuestas

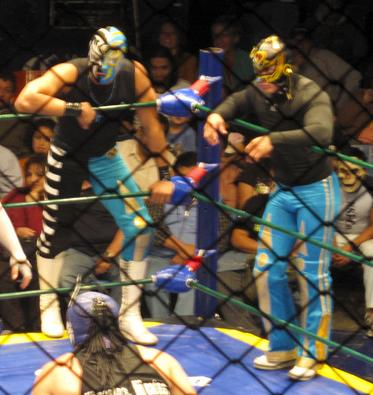
La Sombra (t.v) och Volador Jr. gick en mask mot mask-match 2013. La Sombra vann, men även han skulle senare i sin tur förlora sin mask.

Lucha de apuestas är en traditionell matchtyp inom lucha libre, mexikansk fribrottning. Lucha de apuestas är en insatsmatch, de vanligaste insatserna är brottarens mask eller hår. Den som förlorar matchen tvingas ta av sig masken eller raka av sig håret, vilket sker framför publik, eventuell media och paparazzi och den vinnande brottaren. 
Luchas de apuestas är de viktigaste och mest ärorika matcherna inom lucha libre, i de stora förbunden Lucha Libre AAA Worldwide och Consejo Mundial de Lucha Libre sker max 2–3 matcher per år och de sparas till större evenemang i större arenor då matcherna drar mycket publik. Det är vanligt att brottare pensionerar sig efter en förlust i en insatsmatch.
Den första bekräftade matchen gick år 1935 mellan El Enmascarado Rojo (mask) och Jim Londos (hår och titelbälte).